# Вікінг (Альберта)
Вікінг (англ. Viking) — містечко в Канаді, у провінції Альберта, у складі муніципального району Бівер.

## Населення
За даними перепису 2016 року, містечко нараховувало 1083 особи, показавши зростання на 4,0%, порівняно з 2011-м роком. Середня густина населення становила 292,5 осіб/км².
З офіційних мов обидвома одночасно володіли 20 жителів, тільки англійською — 945, а 5 — жодною з них. Усього 125 осіб вважали рідною мовою не одну з офіційних, з них 5 — українську.
Працездатне населення становило 475 осіб (58,3% усього населення), рівень безробіття — 7,4% (8% серед чоловіків та 6,7% серед жінок). 91,6% осіб були найманими працівниками, а 9,5% — самозайнятими.
Середній дохід на особу становив $43 328 (медіана $35 744), при цьому для чоловіків — $53 334, а для жінок $33 836 (медіани — $51 584 та $28 544 відповідно).
28,4% мешканців мали закінчену шкільну освіту, не мали закінченої шкільної освіти — 33,3%, 38,9% мали післяшкільну освіту, з яких 25,4% мали диплом бакалавра, або вищий.
| Статево-вікова структура населення | Статево-вікова структура населення | Статево-вікова структура населення | Статево-вікова структура населення | Статево-вікова структура населення |
| ---------------------------------- | ---------------------------------- | ---------------------------------- | ---------------------------------- | ---------------------------------- |
|                                    |                                    |                                    |                                    |                                    |
| Всього                             | Всього                             | 45,8%54,2%                         |                                    |                                    |
| 0 — 14 років                       | 0 — 14 років                       |                                    | 13,8%                              | 13,8%                              |
| 15 — 64 років                      | 15 — 64 років                      |                                    | 54,4%                              | 54,4%                              |
| 65 і більше                        | 65 і більше                        |                                    | 31,8%                              | 31,8%                              |
| 85 і більше                        | 85 і більше                        |                                    | 9,2%                               | 9,2%                               |
| Середній вік (років)               | Середній вік (років)               | 45,451,6                           | 48,8                               | 48,8                               |
| Медіана (років)                    | Медіана (років)                    | 50,155,4                           | 52,6                               | 52,6                               |
| — чоловіки — жінки                 |                                    |                                    |                                    |                                    |

| Походження мешканців:     | Походження мешканців:     | Походження мешканців: | Походження мешканців: | Походження мешканців: |
| ------------------------- | ------------------------- | --------------------- | --------------------- | --------------------- |
| Походження                |                           |                       | осіб                  | %                     |
| Корінні американці        | Корінні американці        |                       | 40                    | 3.69%                 |
| Інше північноамериканське | Інше північноамериканське |                       | 185                   | 17.08%                |
| Європейське               | Європейське               |                       | 775                   | 71.56%                |
| британське                | британське                |                       | 450                   | 41.55%                |
| французьке                | французьке                |                       | 95                    | 8.77%                 |
| українське                | українське                |                       | 125                   | 11.54%                |
| Латинськоамериканське     | Латинськоамериканське     |                       | 20                    | 1.85%                 |
| Африканське               | Африканське               |                       | 10                    | 0.92%                 |
| Азійське                  | Азійське                  |                       | 40                    | 3.69%                 |

| Зайнятість населення за галузями (за класифікацією NOC): | Зайнятість населення за галузями (за класифікацією NOC): | Зайнятість населення за галузями (за класифікацією NOC): | Зайнятість населення за галузями (за класифікацією NOC): | Зайнятість населення за галузями (за класифікацією NOC): |
| -------------------------------------------------------- | -------------------------------------------------------- | -------------------------------------------------------- | -------------------------------------------------------- | -------------------------------------------------------- |
|                                                          |                                                          |                                                          |                                                          |                                                          |
| Управління                                               | Управління                                               |                                                          | 6,3%                                                     | 6,3%                                                     |
| Бізнес, фінанси та адміністрування                       | Бізнес, фінанси та адміністрування                       |                                                          | 9,4%                                                     | 9,4%                                                     |
| Природничі та прикладні науки                            | Природничі та прикладні науки                            |                                                          | 3,1%                                                     | 3,1%                                                     |
| Охорона здоров'я                                         | Охорона здоров'я                                         |                                                          | 11,5%                                                    | 11,5%                                                    |
| Освіта, правозахист, муніципальні та урядові служби      | Освіта, правозахист, муніципальні та урядові служби      |                                                          | 8,3%                                                     | 8,3%                                                     |
| Мистецтво, культура, відпочинок та спорт                 | Мистецтво, культура, відпочинок та спорт                 |                                                          | 2,1%                                                     | 2,1%                                                     |
| Роздрібна торгівля та послуги                            | Роздрібна торгівля та послуги                            |                                                          | 24%                                                      | 24%                                                      |
| Гуртова торгівля, транспорт та обладнання                | Гуртова торгівля, транспорт та обладнання                |                                                          | 25%                                                      | 25%                                                      |
| Природні ресурси, сільське господарство                  | Природні ресурси, сільське господарство                  |                                                          | 7,3%                                                     | 7,3%                                                     |
| Виробництво                                              | Виробництво                                              |                                                          | 2,1%                                                     | 2,1%                                                     |

## Клімат
Середня річна температура становить 2,1°C, середня максимальна – 21,4°C, а середня мінімальна – -21,6°C. Середня річна кількість опадів – 399 мм.
| Клімат поселення                              | Клімат поселення | Клімат поселення | Клімат поселення | Клімат поселення | Клімат поселення | Клімат поселення | Клімат поселення | Клімат поселення | Клімат поселення | Клімат поселення | Клімат поселення | Клімат поселення | Клімат поселення |
| Показник                                      | Січ.             | Лют.             | Бер.             | Квіт.            | Трав.            | Черв.            | Лип.             | Серп.            | Вер.             | Жовт.            | Лист.            | Груд.            |                  |
| Середній максимум, °C                         | −8,65            | −5,36            | 1,03             | 10,37            | 16,77            | 21,02            | 21,41            | 20,78            | 15,42            | 9,40             | −0,6             | −7,87            |                  |
| Середня температура, °C                       | −15,09           | −11,82           | −5,41            | 3,90             | 10,33            | 14,58            | 16,44            | 15,80            | 10,47            | 4,42             | −5,54            | −12,85           |                  |
| Середній мінімум, °C                          | −21,57           | −18,27           | −11,9            | −2,52            | 3,87             | 8,11             | 11,48            | 10,82            | 5,50             | −0,54            | −10,52           | −17,8            |                  |
| Норма опадів, мм                              | 18               | 11               | 17               | 24               | 37               | 72               | 73               | 60               | 38               | 17               | 17               | 15               |                  |
| Середньомісячна швидкість вітру, м/с          | 3.60             | 3.50             | 3.60             | 3.90             | 3.90             | 3.60             | 3.30             | 3.20             | 3.40             | 3.60             | 3.70             | 3.60             |                  |
| Середньомісячна сонячна радіація, кДж/м²·день | 3707             | 7330             | 12426            | 17372            | 20928            | 22165            | 22461            | 18811            | 12771            | 7658             | 3867             | 2663             |                  |
| --------------------------------------------- | ---------------- | ---------------- | ---------------- | ---------------- | ---------------- | ---------------- | ---------------- | ---------------- | ---------------- | ---------------- | ---------------- | ---------------- | ---------------- |
| Джерело:                                      |                  |                  |                  |                  |                  |                  |                  |                  |                  |                  |                  |                  |                  |

## Галерея

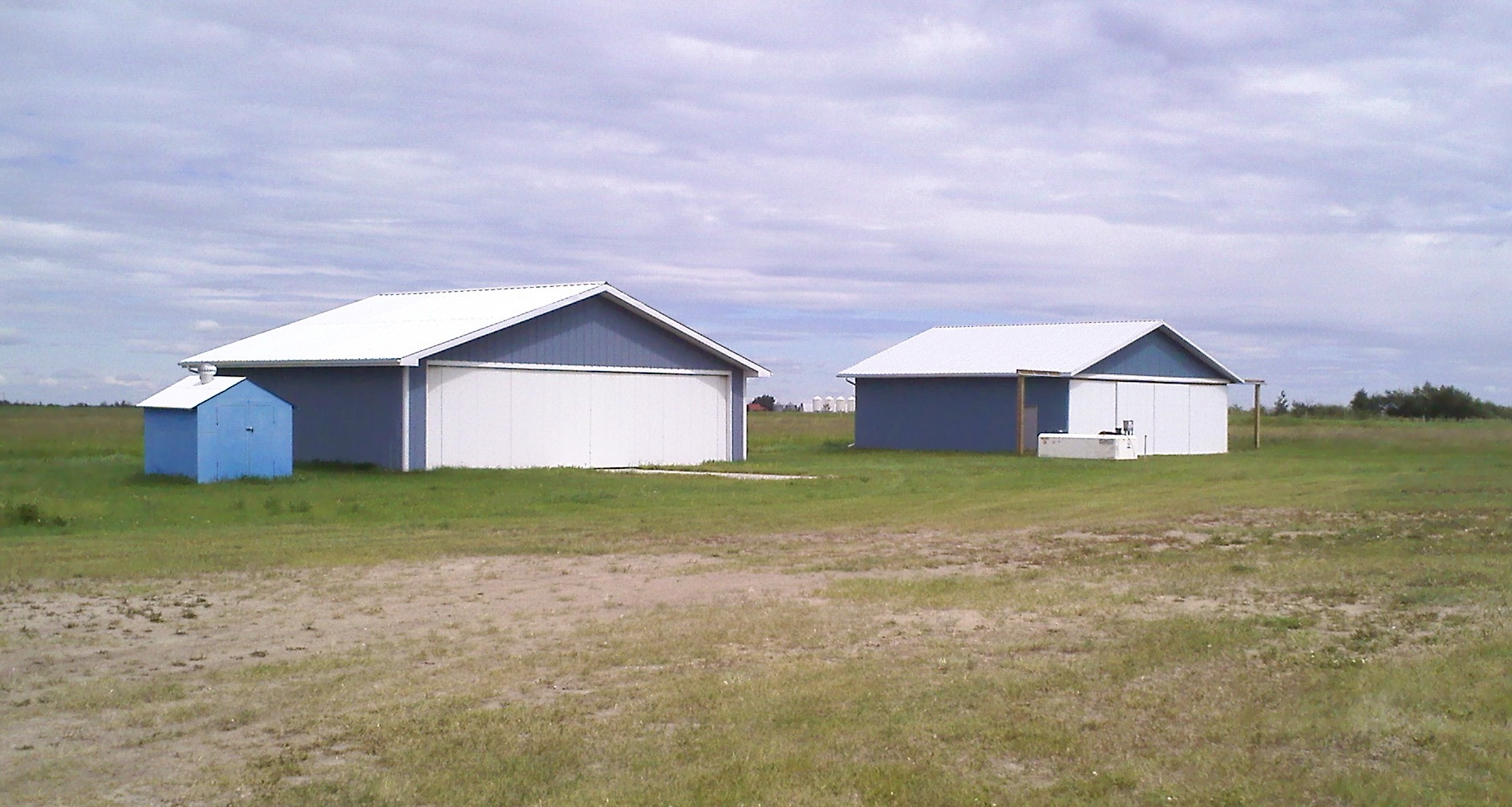
Аеропорт
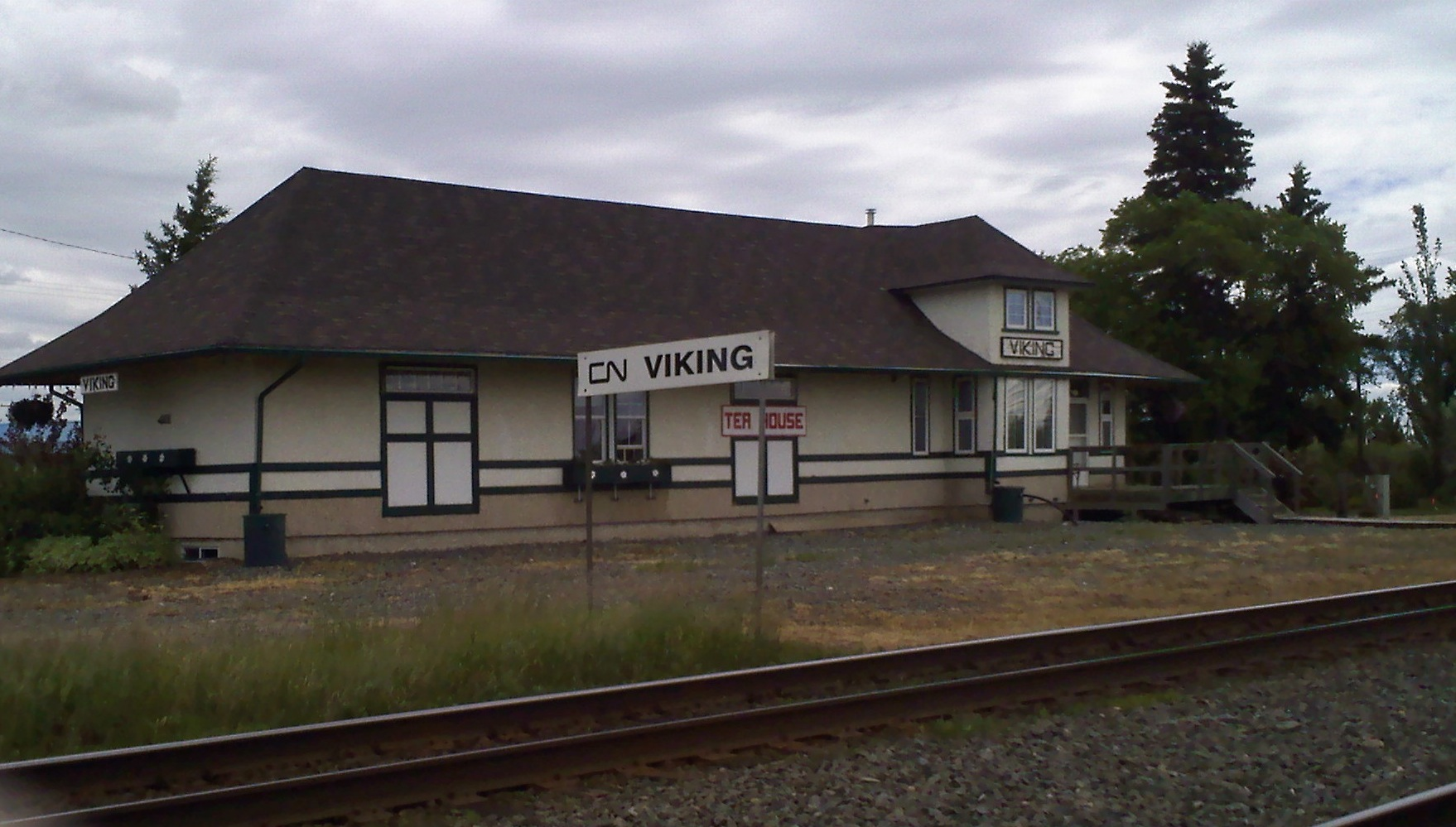
Залізнична станція
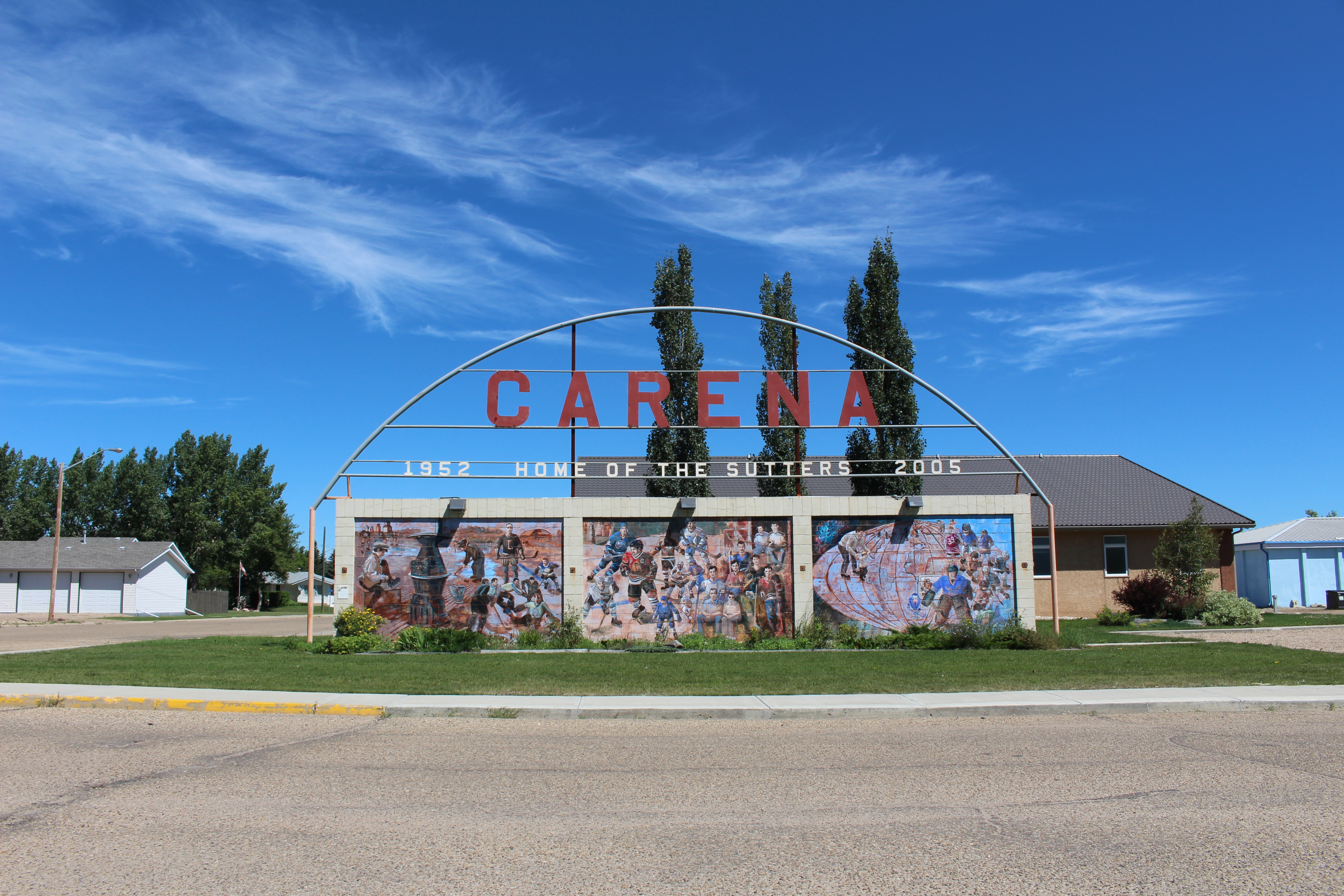
Льодовий комплекс «Карена»